# Submarine Attack
 (décembre 2018).
Si vous disposez d'ouvrages ou d'articles de référence ou si vous connaissez des sites web de qualité traitant du thème abordé ici, merci de compléter l'article en donnant les références utiles à sa vérifiabilité et en les liant à la section « Notes et références ».
Submarine Attack est un jeu vidéo de type Shoot them up développé et édité par Sega en 1990 pour la console de salon Master System.

## Système de jeu
Le joueur évolue en milieu aquatique selon un scrolling horizontal aux commandes d'un sous-marin. Le sous-marin peut tirer deux types de torpilles. Tandis que la première file droit devant le bâtiment la seconde opère un mouvement en cloche ce qui permet d'abattre les ennemis de surface.